# Стадион имени Хаджимукана Мунайтпасова
Центральный стадион им. Кажымукана — стадион в городе Шымкент. Домашний стадион футбольного клуба «Ордабасы». Названа арена в честь борца Хаджимукана Мунайтпасова. Стадион вмещает 20 000 мест. Старое название «50 лет Октября». Стадион является третьим по величине в республике. Трибуны, в отличие от многих других стадионов, круглые. В отличие от других стадионов Казахстана, Шымкентская арена была лишь частично реконструирована, были установлены пластиковые сидения.